# Simeon H. Anderson
Simeon H. Anderson, född 2 mars 1802 i Garrard County i Kentucky, död 11 augusti 1840 i Garrard County i Kentucky, var en amerikansk politiker (whig). Han var ledamot av USA:s representanthus från 1839 fram till sin död. Han var far till politikern William Clayton Anderson.
Anderson efterträdde 1839 James Harlan som kongressledamot. Året därpå avled han i ämbetet och efterträddes av John Burton Thompson.
Anderson var slavägare. Han ligger begravd på Anderson Family Cemetery i Lancaster i Kentucky. Dessutom finns det en kenotaf på Congressional Cemetery i Washington, D.C.